# Apoteri
Apoteri es una localidad de Alto Takutu-Alto Esequibo en Guyana. Apoteri comenzó a desarrollarse como el centro de la industria del balatá La población es principalmente amerindia del pueblo Macushi y Wapishana.
La vida silvestre es abundante en la zona y el pueblo se promueve a sí mismo para el ecoturismo. El campamento de pesca Apoteri está ubicado en la desembocadura del río Rupununi. El Centro Internacional Iwokrama está cerca.
está incluido dentro de la zona en reclamación de la Guayana Esequiba y es reclamado por Venezuela como parte del estado homónimo.